# Cotoneaster rosea
Cotoneaster rosea är en rosväxtart som beskrevs av Michael Pakenham Edgeworth. Cotoneaster rosea ingår i släktet oxbär, och familjen rosväxter. Inga underarter finns listade i Catalogue of Life.